# Visconti-Sforza-Trionfikarten

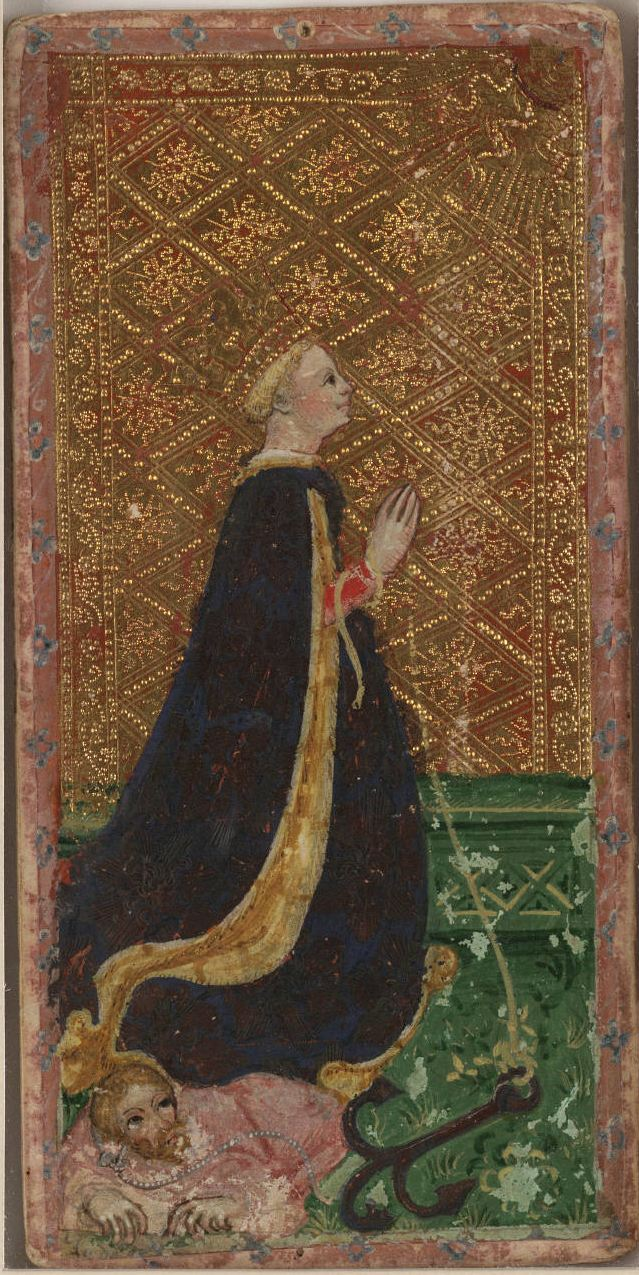
Das Cary-Yale-Deck erweiterte die aus dem Tarotblatt bekannten 22 Motive um die drei theologischen Tugenden, hier die Hoffnung

Als Visconti-Sforza-Trionfikarten bezeichnet man im weitesten Sinne ca. 300 erhaltene Spielkarten aus etwa 20 verschiedenen Kartenspielen, die im 15. Jahrhundert im Umkreis der Mailänder Herzogsfamilien Visconti und Sforza produziert und gespielt wurden. Sie bilden einen großen Teil der gesamten erhaltenen italienischen Spielkarten des 15. Jahrhunderts und sind als erste Beispiele für Tarock- bzw. Tarot-Karten anzusehen; der Name Taraux oder Tarocchi trat nach heutigem Erkenntnisstand im Jahre 1505 zuerst in Ferrara und in Avignon auf, der frühere Name war Trionfi, ludus triumphorum oder ähnlich.
Im engsten Sinne wird die Bezeichnung Visconti-Sforza-Deck auch speziell für das am vollständigsten erhaltene, das Pierpont-Morgan-Bergamo-Deck verwendet.
Die Karten sind handgemalt sowie teilweise mit Blattgold überzogen und verziert und waren schon im Produktionsprozess sehr aufwendig (ein normales Spiel dieser Art entsprach dem Wochenlohn eines Edelmannes und in etwa dem 3-Monats-Lohn eines geringen Dieners).
Drei relativ vollständige Spiele gelten als die ältesten Tarotkarten überhaupt.
- Brera-Brambilla Tarocchi (48 Karten erhalten, 2 davon Trümpfe), seit 1971 in der Pinacoteca di Brera in Mailand
- Cary-Yale Tarocchi (auch Visconti di Modrone) (67 Karten, davon 11 Trümpfe), 1441 entstanden. Die Karten des Cary-Yale Tarocchi befinden sich in der Beinecke Rare Book and Manuscript Library der Yale University.
- Pierpont-Morgan-Bergamo Tarocchi (74 Karten, davon 20 Trümpfe). 35 Karten befinden sich in der Pierpont Morgan Library in New York, 26 Karten in der Accademia Carrara in Bergamo, weitere 13 Karten in der Sammlung der Familie Colleoni in Bergamo.

Man nimmt heute an, dass Bonifazio Bembo, Marziano von Tortona oder die Zavaratti-Brüder die Künstler des Pierpont-Morgan-Bergamo-Tarocchi sind.
Ein noch älteres Spiel (erstellt zwischen 1418 und 1425) hat sich nur literarisch erhalten: Es wird in einem umfangreichen Manuskript von Martiano da Tortona ausführlich beschrieben (er verstarb 1425). Das Spiel wurde zunächst in einer literarischen Notiz berühmt, als Pier Candido Decembrio, ein Sekretär und Diplomat des Herzogs Filippo Maria Visconti (regierte 1412–1447), in der Vita seines just verstorbenen Herrn die Bemerkung hinterließ, es habe 1500 Dukaten gekostet (eine gigantische Summe). Es zeigte als Trumpfkarten jedoch keine bekannten Tarotmotive, sondern 16 griechische Gottheiten. Nach dem Maler Michelino da Besozzo, der als bester Künstler seiner Zeit galt, wird es jetzt Michelino Deck genannt.